# Rubus pittieri
Rubus pittieri är en rosväxtart som beskrevs av Per Axel Rydberg. Rubus pittieri ingår i släktet rubusar, och familjen rosväxter. Inga underarter finns listade i Catalogue of Life.